# Myrsine bullata
Myrsine bullata  es una especie de planta con flor en la familia Myrsinaceae. 
Es endémica de Perú donde solo se la encuentra en el departamento de San Martín en alturas de 3.000 a 3.500 m s. n. m. en los bosques nubosos.

## Fuente
- World Conservation Monitoring Centre 1998.  Myrsine bullata.   2006 IUCN Lista Roja de Especies Amenazadas; bajado 22 de agosto de 2007